# Marée noire

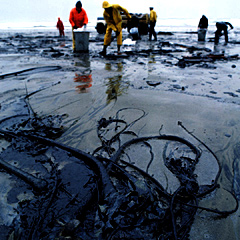
Travaux de nettoyage après une marée noire.

Une marée noire est une catastrophe écologique se traduisant par l'écoulement en zone côtière d'une nappe d'hydrocarbures. Cette nappe, qui résulte du déversement volontaire ou accidentel d'une quantité importante de pétrole brut ou de produits pétroliers lourds à la mer, est ensuite ramenée vers la côte par l'effet des marées, des vents ou des courants. L'expression pour désigner ce type de catastrophe a été lexicalisé en français à l’occasion du naufrage du Torrey Canyon.
En 2003, le transport maritime concernait 6 200 millions de tonnes de marchandises dont près de 2 200 étaient des hydrocarbures (pétrole brut et produits raffinés).
Au début des années 1970, on évaluait à près de 3,8 millions de tonnes la quantité d'hydrocarbures de toutes sortes répandue annuellement dans les océans et les mers. La part des navires dans ces déversements d'hydrocarbures était alors estimée à près de 1,4 million de tonnes, soit 37 % de ce total.
Au début des années 2000, on considère que ce sont encore 3 millions de tonnes d'hydrocarbures qui se répandent annuellement en mer mais que les navires ne sont plus à l'origine qu'en moyenne de 300 000 tonnes, c'est-à-dire 10 % du total ou la cargaison d'un supertanker. Ce résultat a été obtenu alors que, en l'espace de 30 ans, le tonnage des marchandises transportées par voie maritime a pratiquement doublé.
Le reste, c'est-à-dire 90 % de ces hydrocarbures que l'on retrouve en mer, a trois origines différentes :
- la pollution tellurique (industrielle et domestique) qui représente environ 70 % ;
- la pollution des activités d'extraction du pétrole off-shore qui représente environ 10 % ;
- la « pollution » naturelle — c'est-à-dire celle provenant de certaines fissures dans les fonds marins, sortes de sources sous-marines d'hydrocarbures —, qui représente également environ 10 % des apports annuels d'hydrocarbures dans les mers et les océans[2].

## Principales marées noires
Les grandes marées noires sont des événements spectaculaires et tragiques, qui jalonnent l'histoire du transport maritime d'hydrocarbures. Plusieurs grandes catastrophes se sont produites :
- la tête du puits sous-marin d'Ixtoc I, dans le golfe du Mexique où 470 000 à 1 500 000 tonnes de pétrole brut se sont déversées dans l'océan entre juin 1979 et mars 1980.
- la plus importante fut celle du sabotage du terminal pétrolier Koweïtien Mina al Ahmadi par l'Irak durant la guerre de 1991 et l'incendie de 732 puits de pétrole, provoquant le déversement d'environ 20 millions de tonnes de pétrole dans le sol et en mer.
- il y a eu aussi :
  - en 1967, le Torrey Canyon (120 000 t) ;
  - en 1975, le Boehlen (9 800 t) ;
  - en 1978, l'Amoco Cadiz (230 000 t) ;
  - en 1980 le Tanio (25 972 t), au large de l'Île-de-Batz ;
  - en 1989, l'Exxon Valdez (180 000 t) ;
  - en décembre 1999, l'Erika (30 884 t) ;
  - en novembre 2002 le Prestige (77 000 t).
  - en juillet 2020, le vraquier Wakashio ( 4 000 t), au large de l'île Maurice
- la marée noire du 20 avril 2010 est liée à l'explosion de la plateforme pétrolière "Deepwater Horizon", exploitée par la firme BP à 70 km des côtes de la Louisiane et de ses réserves naturelles. On estime à 2 à 3 millions de litres (1 800 à 2 600 tonnes) la quantité de pétrole brut déversé chaque jour en mer. Hans Graber, un expert travaillant pour l'université de Miami, qui s'est appuyé sur des images satellitaires, a déclaré que la superficie de la nappe de pétrole atteignait 9 000 km2 le jeudi 29 avril. Au total, entre 350 et 700 millions de litres de pétrole auraient été déversés dans le golfe du Mexique.

- une importante fuite s'écoule depuis 2004 de l'ancienne plate-forme pétrolière MC20, proche de la Louisiane. Cette plate-forme appartenait à la société Taylor Energy, qui en conteste la gravité. Cependant, les estimations d'Associated Press ou d'organisations écologiques parlent de 37 000 à 113 000 litres par jour ; au total depuis 2004 il se serait déversé selon elles sous l'eau entre 3,2 et 15,1 millions de litres de pétrole[4],[5],[6].

- en janvier 2022, une marée noire frappe le Pérou après une fuite de pétrole causée par l’éruption volcanique aux Tonga[7].

## Quantité d'hydrocarbures, estimation
En observant l'apparence du film d'hydrocarbure et en mesurant son épaisseur, il est possible d'estimer la quantité par mètre carré. Si la surface polluée est connue (par photographie aérienne), il est possible d'estimer la quantité totale déversée. Le calcul en tonne au mètre carré est effectué avec une densité de pétrole de 0,84 (densité d'un produit raffiné comme le gazole, la densité d'un pétrole brut atteint 0,97).
|                   | Ép. du film | Quantité déversée | Quantité déversée |
| Apparence         | mm          | L/ha              | t/km²             |
| ----------------- | ----------- | ----------------- | ----------------- |
| À peine visible   | 0,000038    | 0,380             | 0,032             |
| Reflets argentés  | 0,000075    | 0,750             | 0,063             |
| Traces de couleur | 0,000150    | 1,500             | 0,126             |
| Bandes colorées   | 0,000300    | 3,000             | 0,250             |
| Couleur distincte | 0,001000    | 10,000            | 0,840             |
| Couleur sombre    | 0,002000    | 20,000            | 1,680             |

## Causes
L'origine d'une marée noire peut provenir :
- d'un navire à la suite d'un rejet volontaire (nommé improprement dégazage), ou involontaire (un accident ou un naufrage);
- d'un accident sur une installation de forage en pleine mer (plate-forme pétrolière) ;
- d'un accident industriel en bord de mer ;
- d'un conflit armé.
- d'un accident de transport (un pipeline).

Des déficiences matérielles ou logicielles peuvent être en cause, mais directement ou indirectement, en 2013, selon GL Noble Denton, consultant spécialisé dans le domaine de la sécurité de l'industrie gazière et pétrolière offshore, le facteur humain ou l'erreur humaine sont encore souvent une raison importante des pertes de navires et des catastrophes maritimes.
Cependant pour pallier ces différents risques, les industriels de la filière ont mis au point des technologies d’auscultation et d’inspection extrêmement performants,.
Dans presque tous les cas de naufrages (et dégazages), les navires impliqués battaient un pavillon de complaisance, permettant au propriétaire de faire naviguer de véritables épaves flottantes sans aucune régulation en matière de sécurité ou de droit du travail. Par exemple pour le naufrage du Prestige, le propriétaire était une société basée au Liberia, le pavillon était des Bahamas, l'armateur était une société grecque, le certificat d'aptitude à la navigation avait été délivré par une société américaine après une inspection à Dubaï, l'affréteur était une société immatriculée en Suisse, Crown Ressources, et filiale du groupe russe Alfa, l'équipage était roumain et philippin et les officiers grecs, quant à la marchandise, c'était du pétrole russe chargé en Lettonie à destination de Singapour.
On peut aussi citer le naufrage de l'Erika (pavillon maltais), l’Amoco Cadiz (Liberia), le Torrey Canyon (Liberia), le MV Wakashio (Panama), le Probo Koala (Panama), l'Exxon Valdez (Îles Marshall), le Rhosus (Moldavie)...

## Conséquences
Les marées noires sont un véritable traumatisme pour les régions touchées. Ces pollutions ont un impact écologique, économique et sanitaire.

### Conséquences écologiques et éco-toxicologiques

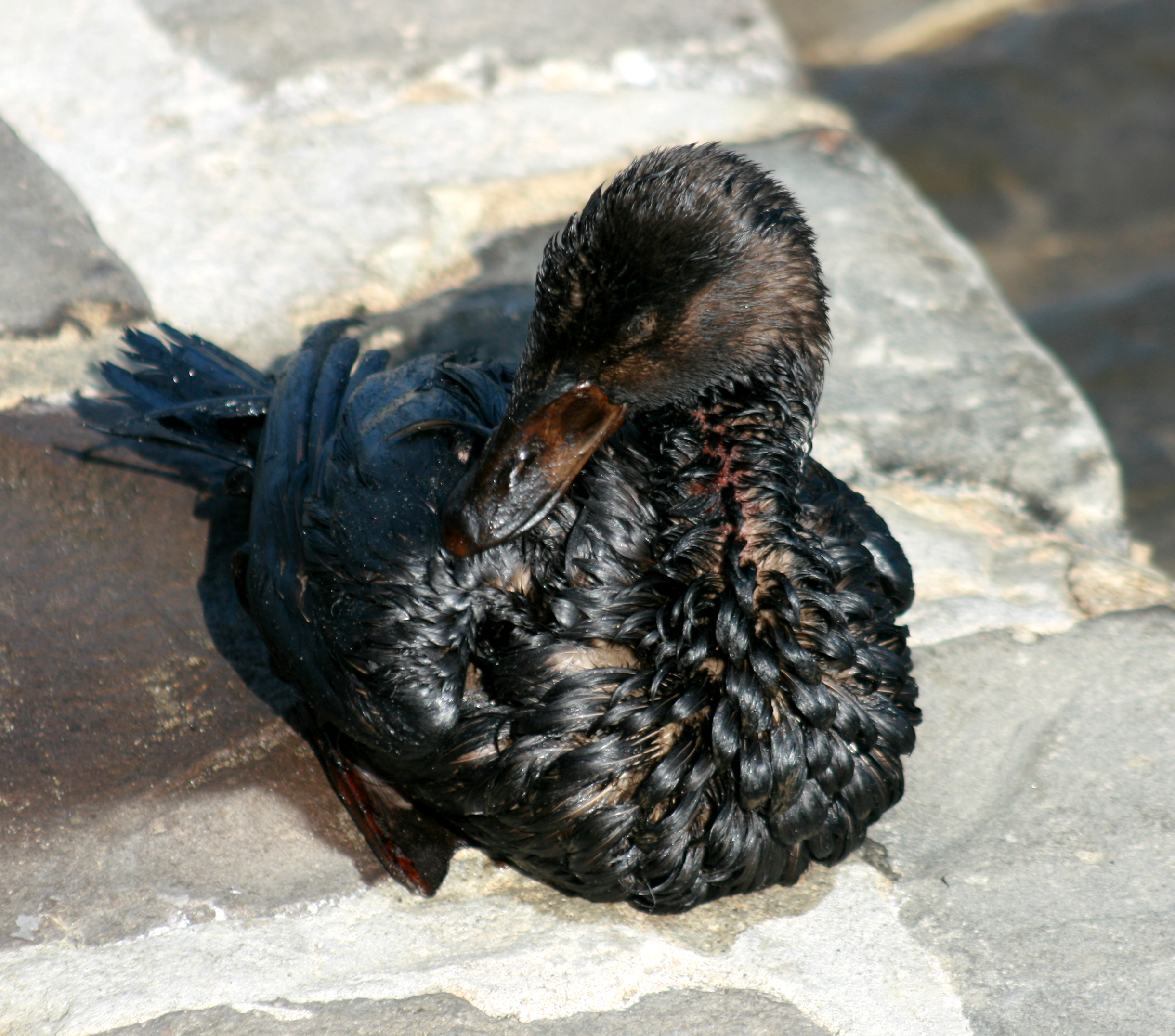
Un canard mazouté récupéré dans la baie de San Francisco (en 2007).

Les marées noires sont dangereuses pour l'environnement marin, en perturbant fortement la faune et la flore marines, avec :
- dégradation du biotope et de l'écosystème via l'asphyxie du milieu, puis la destruction des fonds marins et de l'habitat de nombreux animaux. La faune et la flore des zones côtières terrestres sont également touchées.
- perturbation des espèces et l'ensemble des êtres vivants. En particulier les animaux filtreurs vont bio-accumuler une fraction des éléments composant le pétrole, ces produits vont contaminer le réseau trophique.
- perturbation des individus. On a récemment montré[13] que de jeunes morues franches (Gadus morhua) exposées à de faibles doses de pétrole (brut de mer du Nord) comprenant des alkylphénols et hydrocarbures aromatiques polycycliques dans l'eau présentaient d'importants changements dans la composition de leur protéines du plasma ; 137 protéines étaient exprimées différemment, selon le niveau d'exposition au pétrole brut et bon nombre des changements survenus apparaissaient après de faibles niveaux d'exposition. L'étude de ces protéines laisse penser que ce pétrole a des effets sur la fibrinolyse, le système immunitaire, la fertilité, la résorption osseuse, le métabolisme des acides gras et l'augmentation du stress oxydatif, avec aussi des troubles de la mobilité cellulaire et une augmentation du taux de protéines associées à l'apoptose. Un des apports de cette étude est que certaines protéines du plasma de cabillaud pourraient devenir des biomarqueurs reflétant les effets potentiels de pétrole brut et le fait qu'un poisson ait été exposé à du pétrole avant d'avoir été pêché[13].

### Conséquence économique
- Le paysage des sites touristiques est endommagé
- Contamination des produits de la pêche qui deviennent impropres à la consommation (chômage technique des flottilles de pêche, et des emplois induits à terre).
- Le nettoyage des rivages est très coûteux.

### Conséquence sanitaire
Le pétrole et certains de ses dérivés sont
- dangereux (certains composés sont cancérigènes et en tant que solvant le pétrole peut dissoudre et absorber d'autres polluants liposolubles) par inhalation (avec nausées possibles après un certain temps), ingestion et par contact avec la peau.
- susceptible de se déposer sur de nombreux déchets sur les zones côtières (dont microplastiques ingérés par des poissons ou mollusques bivalves filtreurs) comestibles ;.

## Prévention
Certains pays prennent des mesures dissuasives: amendes fortes pour rejets d'hydrocarbures ou défaut de maintenance et de sécurité, contrôle des sociétés de classification, imposent les doubles-coques, des systèmes d'aide au pointage radar, anti-explosion, une redondance des systèmes mécaniques et de sécurité. Par exemple, Selon le Code Pénal français, pour le commandement d’un navire effectuant du dégazage, la peine maximale peut aller jusqu’à une amende de 1 million d’euros et 10 ans de prison. Des sociétés privées proposent le montage en amont (à la construction ou lors d'arrêts programmés de maintenance) de systèmes dits FOR systems (Fast Oil Recovery systems) de sécurité passive, qui permettent en cas de naufrage de transférer le contenu de cuves ou ballasts. Les bateaux répondant au label Green Award voient leur taxes portuaires réduites de 5 % à Rotterdam et dans certains grands ports européens. Certains assureurs réduisent également le coût des polices aux détenteurs du label.

## Lutte contre les marées noires
La lutte anti-pollution comprend notamment des barrages flottants, des dispersants et des moyens humains de ramassage (pelleteuses, pelles et seaux).
Les dispersants liquides utilisés pour lutter contre une marée noire sont des produits qui accélèrent la dégradation des hydrocarbures en mettant le pétrole en suspension dans l'eau. Ainsi, la surface de contact entre les gouttelettes d'hydrocarbures et les bactéries dans l'eau est augmentée, ce qui va pouvoir accélérer la dégradation du pétrole par ceux-ci. De plus, les dispersants réduisent l'effet du vent sur une grande nappe de pétrole. Dans un milieu où l'écosystème est fragile, le fait de disperser le pétrole évite à une marée noire de parcourir un plus grand territoire à cause du vent.
Le CEDRE est un établissement français qui a été créé en 1978 à la suite du naufrage du navire pétrolier Amoco Cadiz pour améliorer la préparation à la lutte contre les pollutions accidentelles des eaux et renforcer le dispositif d’intervention français. Il est responsable, au niveau national, de la documentation, de la recherche et des expérimentations concernant les produits polluants, leurs effets, les méthodes et les moyens spécialisés utilisés pour les combattre. Sa mission de conseil et d’expertise englobe aussi bien les eaux marines que les eaux intérieures (qui subissent aussi des « marées noires » qu'en France l'ONG Robin des bois a commencé à restaurer dans un Atlas des marées noires intérieures qui avait en 2008 répertorié 561 marées noires intérieures pour la France.
Les études scientifiques montrent la forte résilience des milieux marins (aptitude à la restauration spontanée après une marée noire). « Une colonne d'eau se décontamine généralement en six mois, et l'impact négatif sur la vie pélagique est généralement compensé par la dynamique des eaux, mais aussi par celle des peuplements (Lejeune, 2005). Sur les estrans et les fonds, la décontamination est aussi fonction de l'hydrodynamisme, du type de côtes touchées ainsi que de la sensibilité des populations. Le temps de retour à l'équilibre est variable, de l'ordre de 2 à 6 ans pour les zones battues, alors qu'elle peut atteindre 25 ans dans des zones abritées (CEDRE, 1998) ». Cette résilience écologique élevée amène les géographes Bernard Fichaut et Florence Poncet à considérer que ce n'est pas la restauration des milieux lors des grands marées noires qui est le fondement des nettoyages, mais en grande partie un problème d'image.

## Législation
Dans l'Union européenne, un durcissement de la législation sur les transports pétroliers et de marchandises dangereuses en général est en cours : contrôles accrus, suivi des navires, notification de positionnement, et notamment l'obligation des doubles coques pour les navires pétroliers (mesure sujette à controverse), les trains de mesures pris au début de ce siècle ont été appelés « Erika 1 » et « Erika 2 », du nom d'un navire à l'origine d'une marée noire en décembre 1999 (Erika). Le paquet « Erika 3 » a été mis en discussion en 2006 et adopté en 2009.

## Décisions ministérielles et mesures diverses

### Remorqueurs de haute mer et CROSS Corsen
À la suite de la marée noire de l'Amoco Cadiz des remorqueurs de haute mer ont été installés sur les trois façades maritimes françaises. Affrétés par la compagnie des Abeilles ils sont placés sous l'autorité du préfet maritime.
De plus un Centre régional opérationnel de surveillance et de sauvetage (CROSS) a été installé à la pointe de Corsen, à l'extrémité nord-ouest du Finistère.

### Création du RITMER
À la suite de la marée noire consécutive au naufrage de Erika, le Comité Interministériel de l'Aménagement et du Développement du Territoire (CIADT) français a pris une série de mesures afin d'en traiter les conséquences, d'accroître la prévention de tels risques et de renforcer les moyens de lutte.
Dans ce cadre, Roger-Gérard Schwartzenberg, ministre de la Recherche, a annoncé, le 19 avril 2001, la création d'un Réseau de Recherche et d'Innovation Technologiques (RRIT) sur le thème « Pollutions Marines Accidentelles et conséquences écologiques » (RITMER).
Son champ d'action débute à la source de la pollution (naufrage, déballastage, etc.) et porte, d'une part, sur le repérage, la caractérisation, le suivi des nappes de polluants, leur récupération et leur traitement, et, d'autre part sur la protection et la réhabilitation des écosystèmes littoraux et marins. Le RITMER traite des pollutions par hydrocarbures, mais aussi des pollutions chimiques ou par des déchets.
L’animation du Ritmer a été confiée à l’Ifremer, Institut français du pétrole, Météo-France, CNRS Toulouse, Université de Nantes, l’Université de Bretagne occidentale, Agence de l'eau Loire-Bretagne (Ministère de l'environnement), (Commission d'études des pratiques de lutte antipollution, Marine nationale), CEDRE (Centre de documentation, de recherche et d'expérimentation sur les pollutions accidentelles des eaux). Le Comité d’Orientation du réseau comprend une trentaine de membres regroupés en trois collèges représentant la Recherche, les administrations responsables de la lutte antipollution, et l’Industrie.
La thématique et les financements du réseau RITMER ont été transférés à la fin 2005 à l’Agence Nationale de la Recherche au programme PRECODD (Programme Écotechnologie et Développement Durable).

### Autres projets
- Projet ROSE (Réseau Acoustique Orienté de Surveillance d’Épaves) : Le projet ROSE – labellisé RITMER et aidé par le Ministère de la Recherche (décembre 2003) - a pour objectif de définir et d'étudier un système de surveillance des épaves polluantes basé sur le déploiement d’un ensemble de stations de fond intégrées dans un réseau acoustique et en communication avec la terre via une bouée et un lien hertzien. Le projet comprend aussi la réalisation d’un système prototype destiné à une démonstration en mer côtière de durée limitée.
- Projet « ECREPOL » :
  - L’intervention des pêcheurs résulte du retour d’expérience de l’Erika. Action déterminante dans les opérations de lutte en mer Objectif : Mettre au point un équipement de lutte contre les marées noires adapté aux techniques de pêche et apportant une solution complète de lutte en mer complémentaire des moyens existants
  - Cahier des charges : Utilisation de moyens navals existants, matériel propre à bord des navires, matériaux jetables pour les poches de confinement / coût réduit de fabrication, matériaux gonflables pour l’ensemble de concentration.
- Projet Réseau RITEAU (Eau et Technologies de l’Environnement) consacré à l’eau et aux technologies de l’environnement, mis en place en septembre 2000 et qui a fonctionné jusqu’à fin 2004 lorsque l’ANR a mis en place le programme PRECODD. RITEAU est donc, avec le RITMER, l’un des prédécesseurs du programme PRECODD. Le réseau RITEAU a travaillé sur la base d’un document de cadrage proposé en 2000 par les ministères chargés de la recherche, de l’industrie et de l’environnement. Ce document de cadrage définissait trois thématiques de recherche reprises aujourd’hui dans le programme PRECODD.

### Autres mesures
- un contrôle plus étroit doit être exercé sur les sociétés de classification,
- bannir de tous les ports de l'Union les navires de plus de quinze ans d'âge qui ont été immobilisés plus de deux fois au cours des deux années précédentes,
- créer une nouvelle base de données sur la sécurité des navires : Equasis,
- création d'une Agence européenne de la sécurité maritime, un de ses rôles :

« L'Agence fournit aux États membres et à la Commission, une assistance technique et scientifique en matière de pollution accidentelle ou intentionnelle par les navires et soutient, à leur demande, les dispositifs de lutte contre la pollution des États membres avec des moyens complémentaires et d'une manière présentant un rapport coût-efficacité satisfaisant, sans préjudice de la responsabilité qui incombe aux États côtiers concernant la mise en place de dispositifs appropriés de lutte contre la pollution, et dans le respect de la coopération instaurée dans ce domaine entre les États membres. »

## Dans la culture
À la suite du naufrage du Torrey Canyon, Serge Gainsbourg compose une chanson éponyme (parue sur l'album Initials B.B. en 1968) dans laquelle il détaille le montage administratif : « Je suis né / Dans les chantiers japonais, / En vérité, j'appartiens / Aux Américains […] Aux Bermudes […] / [une société-écran] M'a donné en location / À l'Union Oil Company […] / Si je bats Pavillon du Liberia / Le cap'tain et les marins / Sont tous italiens / Le mazout, / Dont on m'a rempli les soutes, / C'est celui du Consortium / British Petroleum ».